# Castel Sant'Elia
Castel Sant'Elia là một đô thị ở tỉnh Viterbo trong vùng Latium của Ý, có cự ly khoảng 40 km về phía bắc của Roma và khoảng 30 km về phía đông nam của Viterbo. Tại thời điểm ngày 31 tháng 12 năm 2004, đô thị này có dân số 2.302 người và diện tích là 24,0 km².
Castel Sant'Elia giáp các đô thị: Civita Castellana, Fabrica di Roma, Faleria, Mazzano Romano, Nepi.
Castel Sant'Elia là nơi sinh của Gabriel Roschini. Several theologians called him "one of the most profound Mariologists" and "irreplaceable".